# Emiel Dorst
Emiel Dorst (Oosterland, 25 december 1970) is een Nederlands voormalig voetballer die als middenvelder speelde.

## Clubcarrière
Dorst begon bij SV Duiveland en haalde bij het hoger spelende VV Kloetinge reeds op jonge leeftijd het eerste team. Hij speelde voor VV Zierikzee voor hij van 1990 tot 1992 voor de nieuwbakken profclub VC Vlissingen, later VCV Zeeland, uitkwam. In 1992 ging hij naar NAC waarvoor hij vooral actief was in het tweede team en waar hij in 1993 een contract kreeg. Vanaf het seizoen 1993/94 speelde Dorst voor de Belgische derdeklasser Tubantia Borgerhout. Hij verliet de club in 1995 en speelde vervolgens vier seizoenen in de Eerste divisie voor RBC. Hij speelde vanaf december 1999 op amateurbasis voor TOP Oss in de Eerste divisie. In 2000 keerde hij terug bij Kloetinge en hij besloot zijn spelersloopbaan bij Bruse Boys. Dorst werd na het profvoetbal eerst scheepstimmerman en vervolgens meubelmaker.